# Macskakő (település)
Macskakő (románul Mașca) település Romániában, Kolozs megyében.

## Fekvése
Torda városától mintegy 30 kilométerre nyugati irányban, a Gyalui-havasok délkeleti részén terül el. Járabányától délre fekvő település.

## Története
Macskakő nevét 1888-ban említette először oklevél Macskakő telep néven. Macskakő ekkor Alsójárához tartozott. 1909-ben Macskakő, Masca, Iara-de-jos és Mașca néven írták.
Határában sziderit-, magnetit- és muszkovitbánya működik.